# Kirtlebridge
Kirtlebridge ist eine Ortschaft in der schottischen Council Area Dumfries and Galloway. Sie liegt rund vier Kilometer nordwestlich von Kirkpatrick-Fleming und fünf Kilometer nordöstlich von Annan in der traditionellen Grafschaft Dumfriesshire. Durch die Ortschaft fließt das Kirtle Water, das in den Esk mündet.

## Geschichte
In Kirtlebridge befindet sich das Tower House Bonshaw Tower. Der Wehrbau stammt vermutlich aus dem mittleren 16. Jahrhundert. Er ist neben Robgill Tower und Wooshouse Tower einer von drei Wehrtürmen im Umkreis von wenigen Kilometern. Östlich der Ortschaft liegt die Villa Wyseby House, deren Stallungen als Kategorie-A-Denkmal geschützt sind.
Während 1961 noch 187 Personen in Kirtlebridge lebten, wurden im Rahmen der Zensuserhebung 1971 nur noch 126 Personen gezählt.

## Verkehr
Kirtlebridge ist über die die Ortschaft im Nordosten passierende A74(M) (Glasgow–Gretna Green) an das Fernstraßennetz angeschlossen. Im Oktober 1869 erhielt Kirtlebridge einen eigenen Bahnhof entlang der Hauptstrecke der Caledonian Railway. Während die Strecke weiter in Betrieb ist, wurde der Bahnhof im Frühjahr 1955 aufgelassen. 1872 kam es im Bahnhof von Kirtlebridge zu einem Zugunfall, an dem zwei Züge beteiligt waren. Es waren zwölf Todesopfer zu beklagen.